# 龙眼独活
龙眼独活（学名：Aralia fargesii）为五加科楤木属的植物，为中国的特有植物。分布在中国大陆的陕西、云南、四川等地，生长于海拔1,800米至2,600米的地区，见于森林下和溪边，目前尚未由人工引种栽培。